# Ghiacciaio Nove luglio
Il ghiacciaio Nove luglio è un ghiacciaio situato sulla costa di Fallières, nella parte sud-occidentale della Terra di Graham, in Antartide. Il ghiacciaio, il cui punto più alto si trova 338 m s.l.m., fluisce verso sud-ovest a partire dal monte Pollice Nero fino a raggiungere la parte settentrionale del ghiaccio pedemontano Bertrand, sulla costa della baia di Rymill.

## Storia
Il ghiacciaio Nove luglio è stato così battezzato dall'istituto Antartico Argentino in onore del 9 luglio, giorno dell'indipendenza dell'Argentina (che dichiarò la sua indipendenza dalla Spagna il 9 luglio 1816). 